# بجعيات
البجعيات (الاسم العلمي: Pelecaniformes)، طائفة الطيور المائية ذات حجم كبير أو متوسط تبعا للتصنيف العالمي. يوجد حاليا 5 فصائل من البجعيات، يعتمد غذائهم اعتمادا شبه تام على الأسماك، الحبار عموما على الكائنات البحرية. على الرغم من أنها تعشش على هيئة تجمعات أو مستعمرات إلى أنها وحيدة الزوجة. ويفقس صغارها عاريين بدون زغب وتحتاج لمن يطعمها.